# Antonio Michele Trizza
Antonio Michele (Antonello) Trizza (ur. 11 lipca 1956 we Martina Franca) – włoski polityk, prawnik i samorządowiec, parlamentarzysta krajowy, poseł do Parlamentu Europejskiego IV kadencji.

## Życiorys
Z wykształcenia prawnik, podjął praktykę adwokacką. Był członkiem władz krajowych Włoskiego Ruchu Społecznego, następnie dołączył do Sojuszu Narodowego. Od 1994 do 1995 sprawował mandat eurodeputowanego IV kadencji, pracował m.in. w Komisji ds. Gospodarczych i Walutowych oraz Polityki Przemysłowej. Był radnym miejskim w San Vito dei Normanni, przez kilka kadencji pełnił funkcję burmistrza tej miejscowości, po raz ostatni w kadencji 2005–2010. W 2011 dołączył do partii Przyszłość i Wolność dla Włoch.